# Operação Confraria

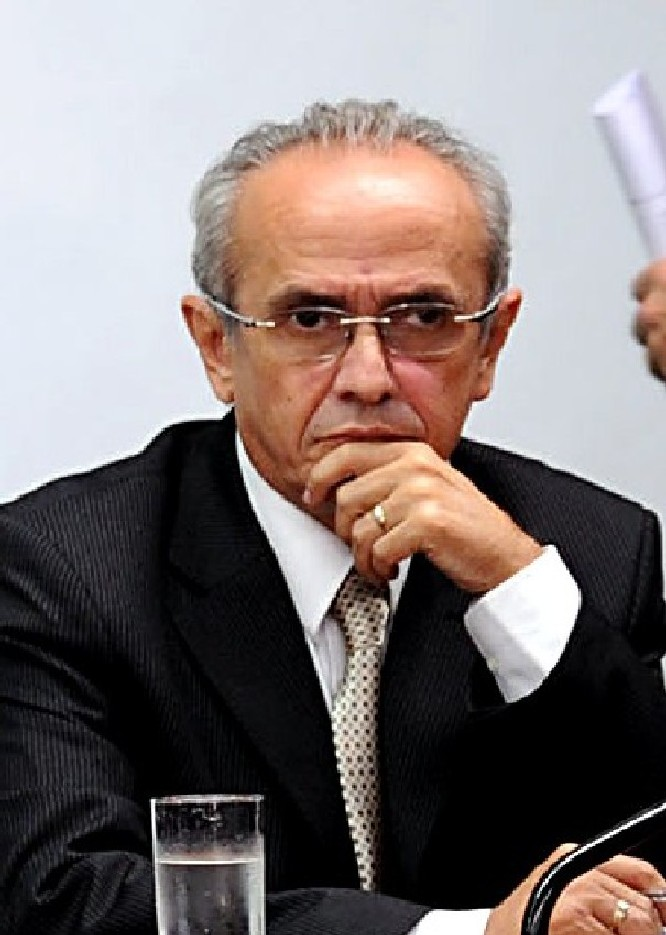
O ex-prefeito e atual Senador Cícero Lucena da Paraíba, em 15 de Dezembro de 2009

Operação Confraria foi a investigação de um suposto esquema de licitações irregulares e desvio de verbas da Prefeitura de João Pessoa em obras que recebiam repasses do orçamento da União. Além de superfaturadas, as obras seriam pagas mesmo que não realizadas. No período entre 1999 e 2001, durante a administração do ex-prefeito Cícero Lucena, empresas teriam sido favorecidas por licitações "esquentadas" realizadas no ano de 1991, ou seja, empresas vencedoras de licitações em 1991, quase dez anos depois realizavam novas obras com base na mesma concorrência.
O nome "Confraria" (que significa irmandade, congregação) é uma referência ao que a Polícia Federal viu como um esquema entre amigos para desvio de recursos públicos por meio das fraudes apontadas pela CGU.

## O esquema
Segundo a CGU, para burlar licitações, a Prefeitura de João Pessoa alterava "várias vezes contratos ao longo dos últimos anos para que pudessem abranger outras obras que fossem surgindo, sem que que fizessem novas licitações, como manda a lei". Cícero prestou depoimento e, no mesmo dia, obteve habeas corpus, pois o Superior Tribunal de Justiça (STJ) considerou a prisão irregular. O problema teria surgido de um entendimento do Tribunal de Contas da União (TCU) de que licitações anteriores à Lei das Licitações, de 1993, continuariam válidas para o mesmo serviço que foram contratadas, pois antes de tal lei as licitações não ficavam atreladas a um prazo específico, podendo ser reutilizadas para a conclusão das obras a que serviram originalmente.
Entretanto um despacho da Procuradoria Geral do Estado (PGE) de 1998 aprova e considera legal o Convênio N° 06/96, firmado entre a Companhia de Água e Esgotos da Paraíba (CAGEPA) e a Prefeitura Municipal de João Pessoa e que utiliza a Concorrência N° 04/91, para as obras da Estação de Tratamento na Bacia da Paraíba e rede coletora de esgoto sanitário do Bessa, confirmando inclusive a validade do prazo contratual apoiado em decisão do Tribunal de Contas da União (TCU). Existe também um ofício do Governo do Estado da Paraíba, assinado pelo Secretário da infraestrutura da época, pedindo que o então prefeito Cícero Lucena utilizasse o Convênio N° 06/96.

## Prejuízos
Entre as principais fraudes estariam a Orla do Cabo Branco, com um suposto prejuízo de R$ 537 mil ao erário, e o esgotamento sanitário e a drenagem de águas pluviais do bairro do Bessa, com um alegado prejuízo de R$ 5 milhões. Segundo as denúncias, todos os 10 contratos analisados apresentariam irregularidades e haveria indícios de que o rombo deixado por Cícero Lucena durante a sua gestão na Prefeitura de João Pessoa chegaria a R$12 milhões de reais.
Contudo o Tribunal de Contas do Estado (TCE) emitiu uma certidão em 2009 aprovando todas as contas da gestão de Cícero Lucena como prefeito referentes ao período de 1997 até 2004.

## A operação
Em julho de 2005 um contingente de 150 policiais federais da Paraíba, do Rio Grande do Norte, de Pernambuco, de Alagoas e do Ceará cumpriu sete dos oito mandados de prisão temporária e outros 27 de busca e apreensão, todos expedidos pelo Tribunal Regional Federal.
A as denúncias levaram à ordem de prisão de Cícero Lucena, que não chegou a ocorrer, contudo ele se apresentou voluntariamente à Policia Federal, obtendo habeas corpus do Superior Tribunal de Justiça no mesmo dia, o qual considerou que não havia indícios suficientes de crime que motivassem a prisão. A Polícia Federal prendeu seis pessoas na Grande João Pessoa, uma em Teresina e uma em Caicó (RN). Foram apreendidos computadores, documentos e armas. Os indiciados foram soltos, mas estão à disposição da justiça e da PF. O processo corre em segredo de justiça. O ex-prefeito recorreu ao Tribunal Superior Eleitoral (TSE) para poder se candidatar ao Senado, cargo para o qual foi eleito em Outubro de 2006.